# Гњечење слоном
Гњечење слоном била је уобичајена метода смртне казне на подручју јужне и југоисточне Азије, нарочито Индије, скоро 4 000 година. Користили су је Римљани и Картагињани.
Пошто су се слонови употребљавали у војне сврхе, то је била нормална казна за војне бегунце, заробљенике и злочинце. Често је слон осуђеника вукао, док је осуђеник био везан. Погубљења су намерно била језива. Често су се вршила јавно, како би се спречило да други прекрше закон. Много пута слон је био тежи од девет тона.
Под утицајем Британаца практиковање ове казне је опало, премда се и данас догоди да слон убије човека.